# 퍼블릭 도메인

퍼블릭 도메인 로고. 위키백과는 이 그림을 통해 퍼블릭 도메인이라는 것을 나타낸다.

퍼블릭 도메인() 또는 자유 이용 저작물이란 저작권(저작재산권)이 소멸되었거나 저작자가 저작권(저작재산권)을 포기한 저작물을 말한다. 대표적으로 대한민국에서 1963년 이전에 저작자가 사망하였거나 단체의 이름으로 공표된 저작물의 경우, 1977년 이전에 창작된 사진 저작물들이 여기 속한다.

## 발생원인
퍼블릭 도메인은 크게 다음과 같은 경우에 의해 생성된다.
1. 저작자가 자신의 의사표시로 저작권을 포기한 경우
2. 저작권 보호기간이 지난 경우
3. 법령이 특정 저작물에 대한 저작권 소멸을 규정한 경우

여기서, 저작권자가 저작권을 소멸시킨 경우, 저작권을 포기한 경우에는 전 세계 각 국이 동일하게 인정하는 발생 원인이다. 따라서, 각 국의 법령은 저작권의 소멸시효와 특별히 특정 저작물의 저작권을 법률 등으로 소멸 또는 보호하지 않는 규정에서만 차이가 있다. 그러나, 그러한 각 국의 법령의 차이도 무제한 차이가 있는 것은 아니며, 2006년 현재 160개 국이 가입한 베른 협약에 의해 어느 정도 통일적인 법령의 기준이 마련되어 시행중이다.

## 베른 협약상의 퍼블릭 도메인

### 저작권 보호기간
베른협약 제7조 제1항에 의하면 "저작권 보호기간은 저작자의 생존기간과 그의 사망 후 50년"이다. 미국은 70년으로 보다 엄격한데, 이는 제7조 제6항에서 "동맹국은 전항들에서 정한 기간을 초과하여 보호기간을 부여할 수 있다"고 규정했기에 미국이 보다 엄격하게 규제를 하는 것이 가능하다.

### 특별히 저작권을 보호하지 않는 경우
베른협약 제2조 제4항에는 입법·행정 및 사법적 성격의 공문서와 그 공식 번역물에 부여하는 보호는 동맹국의 입법에 맡겨 결정한다고 규정한다. 미국 저작권법 제105조는 미국 연방정부의 입법 행정 사법의 모든 공문서와 직무상 저작물을 포괄적으로 퍼블릭 도메인 선언을 하고 있다. 반면에 대한민국 저작권법 제7조는 포괄적으로 퍼블릭 도메인을 선언하지는 않고, 개별적으로 규정하고 있다.
제7조(보호받지 못하는 저작물)
다음 각 호의 어느 하나에 해당하는 것은 이 법에 의한 보호를 받지 못한다.
1. 헌법·법률·조약·명령·조례 및 규칙
2. 국가 또는 지방자치단체의 고시·공고·훈령 그 밖에 이와 유사한 것
3. 법원의 판결·결정·명령 및 심판이나 행정심판절차 그 밖에 이와 유사한 절차에 의한 의결·결정 등
4. 국가 또는 지방자치단체가 작성한 것으로서 제1호 내지 제3호에 규정된 것의 편집물 또는 번역물
5. 사실의 전달에 불과한 시사보도
즉, 제7조 1호에서 4호까지의 규정으로 베른협약 제2조 제4항 관련 규정을 두고 있다. 미국 저작권법 제105조와 같이 대한민국정부의 모든 저작물이 퍼블릭 도메인이라고 선언하지는 않고 있다. 예를 들어 미국 해군 병사가 근무시간에 촬영한 사진은 미국 저작권법 제105조의 포괄적 조항에 따라 퍼블릭 도메인이지만, 대한민국 해군 병사가 촬영한 사진은 대한민국 저작권법 제7조 제2호 국가의 고시 공고 훈령 등에 해당하지 않아 저작권이 존재한다. 따라서, 미국 국가기록원의 공개된 모든 자료는 저작권이 없지만, 대한민국 국가기록원의 공개된 모든 자료는 저작권이 있다.
미국 정부가 PUBLIC RELEASE 라고 표기하여 일반에 공개한 사진은 기밀보호법상 기밀이 아니라는 의미라는 것이고, 저작권은 원래 존재하지 않으므로 언론사 기자만이 아니라 전 세계인이 자유롭게 이용할 수 있으나, 한국 정부가 PUBLIC RELEASE 라고 표기하여 일반에 공개한 사진은 국가기밀법상 보호되는 기밀은 아니라는 의미일 뿐, 저작권이 한국 정부에 있기 때문에, 함부로 이용하면 한국 정부의 저작권을 침해하는 범죄가 된다. 두 나라 모두 PUBLIC RELEASE 라는 동일한 표기를 하지만, 법률적인 의미는 다르다. 미국 주정부와 다른 대부분의 나라도 한국과 같다. 미국 연방정부와 소수의 미국 주정부만이 "포괄적 퍼블릭 도메인" 규정을 두고 있다.

## 미국

### 특별히 저작권을 보호하지 않는 경우
미국의 저작권법상 미국 연방정부의 공무원이나 피고용인이 업무 목적으로 만든 저작물은 미국 내에서 퍼블릭 도메인이다. 그러나 정부와의 계약 또는 보증을 통해 작성된 것은 연방 정부 공무원에 의해 작성된 것으로 보지 않으며, 일반적으로 저작권이 연방 정부에 있다. 즉 모든 연방 정부 발간물에 대해 연방 정부가 저작권을 가지지는 않는다.
퍼블릭 도메인인 미국 연방 정부가 만든 저작물이라 하더라도 다른 국가에서 사용될 경우 그 나라의 저작권법을 따른다.
주정부는 주법률에서 규정하는데, 주로 저작권을 인정하고 있다.

## 대한민국

### 저작권 보호기간
저작권의 유효기간이 경과하면, 저작권이 소멸하여 퍼블릭 도메인이 되는 바, 이는 저작권법 제39조와 제40조에서 규정하고 있다. 가장 핵심적인 내용은, 저작자 사망후 70년이 지나면 저작권이 소멸한다는 것이다.
- 제39조(보호기간의 원칙) ① 저작재산권은 이 관에 특별한 규정이 있는 경우를 제외하고는 저작자가 생존하는 동안과 사망한 후 70년간 존속한다. <개정 2011.6.30>
  - ②공동저작물의 저작재산권은 맨 마지막으로 사망한 저작자가 사망한 후 70년간 존속한다. <개정 2011.6.30>
- 제40조(무명 또는 이명 저작물의 보호기간) ① 무명 또는 널리 알려지지 아니한 이명이 표시된 저작물의 저작재산권은 공표된 때부터 70년간 존속한다. 다만, 이 기간 내에 저작자가 사망한지 70년이 지났다고 인정할만한 정당한 사유가 발생한 경우에는 그 저작재산권은 저작자가 사망한 후 70년이 지났다고 인정되는 때에 소멸한 것으로 본다. <개정 2011.6.30>
  - ②다음 각 호의 어느 하나에 해당하는 경우에는 제1항의 규정은 이를 적용하지 아니한다.
    - 1. 제1항의 기간 이내에 저작자의 실명 또는 널리 알려진 이명이 밝혀진 경우
    - 2. 제1항의 기간 이내에 제53조제1항의 규정에 따른 저작자의 실명등록이 있는 경우

### 특별히 저작권을 보호하지 않는 경우
대한민국 저작권법 제7조에서는 저작권 보호대상이 아닌 경우를 명시하고 있다. 즉, 법률이 특별히 퍼블릭 도메인을 선언한 것은 다음과 같다.
제7조 (보호받지 못하는 저작물) 다음 각 호의 어느 하나에 해당하는 것은 이 법에 의한 보호를 받지 못한다.
1. 헌법, 법률, 조약, 명령, 조례 및 규칙
2. 국가 또는 지방자치단체의 고시·공고·훈령 그 밖에 이와 유사한 것
3. 법원의 판결·결정·명령 및 심판이나 행정심판절차 그 밖에 이와 유사한 절차에 의한 의결·결정 등
4. 국가 또는 지방자치단체가 작성한 것으로서 제1호 내지 제3호에 규정된 것의 편집물 또는 번역물
5. 사실의 전달에 불과한 시사보도
여기서 제1호 내지 제4호는 국가 또는 지방자치단체가 저작자인 경우이므로, 제5호로 규정된 "사실의 전달에 불과한 시사보도"만이 대한민국 저작권법상 국가 또는 지방자치단체의 저작물 이외에 퍼블릭 도메인으로 선언된 유일한 경우이다.

#### 사실의 전달에 불과한 시사보도
대법원은 다음 사건의 판결에서 사실의 전달에 불과한 시사보도를 저작권의 보호대상에서 제외한 취지를 판시하였다.
대법원 2006. 9. 14. 선고 2004도5350 저작권법위반 (마) 파기환송

[ 재판요지 ]

저작권법 제7조 제5호가 ‘사실의 전달에 불과한 시사보도’를 저작권법에 의한 보호대상에서 제외한 것은, 원래 저작권법의 보호대상이 되는 것은 외부로 표현된 창작적인 표현 형식일 뿐 그 표현의 내용이 된 사상이나 사실 자체가 아니고 시사보도는 여러 가지 정보를 정확하고 신속하게 전달하기 위하여 간결하고 정형적인 표현을 사용하는 것이 보통이어서 창작적인 요소가 개입될 여지가 적다는 점 등을 고려하여, 독창적이고 개성 있는 표현 수준에 이르지 않고 단순히 ‘사실의 전달에 불과한 시사보도’의 정도에 그친 것은 저작권법에 의한 보호대상에서 제외한다는 취지이다.

☞ 연합뉴스사의 기사 및 사진을 복제하여 일간신문을 제작한 사안에서, 기사 및 사진의 내용을 개별적으로 살펴서 그 중 위와 같이 저작권법에 의한 보호대상에서 제외되는 것인지를 가려내었어야 한다는 이유로 이에 이르지 않은 원심판결을 파기한 사례.

이 판례에서, 대법원은 사실의 전달에 불과한 시사보도의 대상에 사진도 포함된다는 취지로 판시하였다.
공소사실 기재 각 연합뉴스사의 기사 및 사진 중에는 단순한 사실의 전달에 불과한 시사보도의 수준을 넘어선 것도 일부 포함되어 있기는 하나, 상당수의 기사 및 사진은 정치계나 경제계의 동향, 연예·스포츠 소식을 비롯하여 각종 사건이나 사고, 수사나 재판 상황, 판결 내용, 기상 정보 등 여러 가지 사실이나 정보들을 언론매체의 정형적이고 간결한 문체와 표현 형식을 통하여 있는 그대로 전달하는 정도에 그치는 것임을 알 수 있어, 설사 피고인이 이러한 기사 및 사진을 그대로 복제하여 (신문명 생략)에 게재하였다고 하더라도 이를 저작재산권자의 복제권을 침해하는 행위로서 저작권법 위반죄를 구성한다고 볼 수는 없다 할 것이다.

#### 국가귀속
상속인이 없거나 법인이나 단체가 해산되면서 민법 및 기타 법률에 의해 재산이 국고로 귀속되면 대한민국 저작권법 49조에 의해 퍼블릭 도메인이 된다.

## 저작인격권
퍼블릭 도메인의 경우에도, 원저작자의 저작인격권은 기간제한 없이 영구적으로 보호된다. 저작인격권은 원래 저작물을 최초에 만든 저작자가 갖는 권리로서, 양도도 불가능해서 오직 처음 만든 사람인 원저작자만 그 권리를 갖는다. 원저작자의 사후에도 영구적으로 보장된다.(저작권법 제14조)

## 크리에이티브 커먼즈
크리에이티브 커먼즈에서는 퍼블릭 도메인을 CC0으로 라이선스하고 있다.

## 퍼블릭 도메인의 사례
웹스터 온라인 사전(Rosetta Edition)은 웹스터 사전의 정통성 있는 상속 기업인 메리엄-웹스터 온라인(Merriam-Webster Online)과 무관한 필립 M. 파커(Philip M. Parker)에 의해 1999년에 만들어진 다국어 온라인 사전이다. 이 사이트는 웹스터의 수정되지 않은 사전(1913년판), 위키낱말사전(Wiktionary) 및 위키백과(Wikipedia)를 포함한 다양한 온라인 사전 및 백과사전을 자료로 사용한다. 또한 이처럼 많은 그리고 다양한 형태와 품질의 사전이 웹스터라고 불리는 것이 가능하기 때문에 그 이름은 더 이상 특별한 브랜드 의미를 지니지 않는 것처럼 보인다. 그럼에도 불구하고, 많은 사람들은 여전히 그 이름을 인식하고 신뢰한다. 따라서 웹스터는 강력하고 수익성 높은 마케팅 도구로 계속 사용되고있다. 최근 몇 년 동안 노아 웹스터와 직접적인 연결고리가 없는 사전까지 그의 이름을 받아들여서 혼란을 가중시키는 것처럼 여겨졌다. 랜덤 하우스 사전은 이제 랜덤 하우스 웹스터로 불리고 마이크로소프트사의 엔카르타 세계 영어 사전은 이제 엔카르타 웹스터 사전으로 불린다.
이러한 분위기는 현대적인 시각에서 "웹스터"라는 명칭이 보편적인 영어사전의 대명사로 여겨지는 것을 의미하고 남용을 방치하는 듯 하지만, 웹스터 사전이 퍼블릭 도메인으로 존재하는 한 무분별한 사용은 이를 사용하는 저작권자 역시 퍼블릭 도메인으로부터 자유롭지 못하게 되는 점도 의미한다. 즉 이를 사용하는 저작권자가 일부 혹은 전부를 저작권을 포기하거나 하게 되는 상황이 있을 수 있음을 감수해야 하는 것을 의미한다.

## 같이 보기
- GNU 자유 문서 사용 허가서 (GNU FDL)
- GNU 일반 공중 사용 허가서 (GNU GPL)
- 자유 콘텐츠 (Free Contents)
- 공정 이용 (Fair Use)
- 저작권